# Pseudagrion decorum
Pseudagrion decorum – gatunek ważki z rodziny łątkowatych (Coenagrionidae).